# 1922 na música

## Eventos
- 11 a 18 de fevereiro - Semana de Arte Moderna, que ocorreu no Teatro Municipal de São Paulo, da qual participaram nomes como Mário de Andrade; Oswald de Andrade; Anita Malfatti; Victor Brecheret, entre outros.

## Nascimentos
| Data          | Nome               | Profissão                                           | Nacionalidade     | Observações | Ref |
| ------------- | ------------------ | --------------------------------------------------- | ----------------- | ----------- | --- |
| 13 de Janeiro | Mighty Terror      | cantor, letrista, trompetista, baixista e baterista | Trinidad e Tobago | m. 2007     |     |
| 7 de Abril    | Dircinha Batista   | cantora                                             | Brasil            | m. 1999     |     |
| 10 de Junho   | Bibi Ferreira      | atriz, cantora e diretora teatral                   | Brasil            | m. 2019     |     |
| 10 de junho   | Judy Garland       | atriz e cantora                                     | Estados Unidos    | m. 1969     |     |
| 28 de Outubro | Albertinho Fortuna | cantor                                              | Brasil            | m. 1995     |     |
| ?             | Florence Véran     | compositora                                         | França            | m. 2006     |     |

## Mortes
| Data        | Nome           | Profissão            | Nacionalidade | Observações | Ref |
| ----------- | -------------- | -------------------- | ------------- | ----------- | --- |
| 20 de junho | Vittorio Monti | compositor e maestro | Itália        | n. 1868     |     |